# توماس هايندز دوغان
توماس هايندز دوغان هو سياسي أمريكي، ولد في 20 أبريل 1815، وتوفي في 26 ديسمبر 1865. انتخب عضو مجلس ولاية تكساس ‏.